# Ärztezentrum
Unter Fachärztezentrum, auch Ärztezentrum oder Ärztehaus, versteht man einen gemeinsamen Standort von Arztpraxen verschiedener Fachärzte.
Die Erweiterung des Fachärztezentrums um weitere Gesundheitsberufe – Physiotherapeuten, psychosoziale und sozialmedizinische Dienste, Hebammen, Apotheken und Rettungsdienst – nennt man Gesundheitszentrum.

## Grundlagen
Der Vorteil eines Ärztezentrums (Gemeinschafts-, Gruppenpraxis) sind eine gemeinsame Infrastruktur (etwa eine gemeinsame Radiologie oder ein Labor vor Ort) wie auch kurze Wege für den Patienten. Auch der Verteuerung der Arztniederlassungen durch immer hochwertiges Gerät kann durch gemeinschaftliche Benutzung und bessere Auslastung entgegengesteuert werden. Welche Ärzte konkret im Ärztezentrum praktizieren, hängt von verfügbarem Personal, seiner Spezialisierung, von den Niederlassungen in naheliegenden Ärztezentren und dem Abteilungsstand der näheren Krankenhäuser ab.
Ärztezentren in Krankenhausnähe bezeichnet man als Poliklinikum: Hier befindet sich die Infrastruktur und die Spezialabteilungen im Krankenhaus selbst, am Ärztezentrum praktizieren die niedergelassenen Ärzte, was beispielsweise die Ambulatorien der Spitäler entlastet. Außerdem wird die Berufsausübung für diejenigen Ärzte – wie auch ihre Patienten – viel leichter, die als Konsiliararzt tätig sind oder ihre Privatpatienten selbst im Krankenhaus operieren.
Fachärztezentren (Landambulatorien) installiert man insbesondere im ländlicheren Raum in kleineren Zentralorten. Hier stellen sie Zwischenstufe der Versorgung zwischen dem Hausarzt im Ort, wenn es keinen zuständigen Facharzt gibt, und dem nächsten Krankenhaus im höherrangigen Zentralort dar.
Dieser Weg der Ansiedlung schließt die Lücken, die sich in der Niederlassung von Fachärzten ergeben, die heute ebenso unter Ärztemangel leidet wie das Fach der Hausärzte, und andererseits der Konzentration der ländlicheren Kleinkrankenhäuser, was zu einer Reduktion der medizinischen Nahversorgung führt.
Einen strengeren Ansatz verfolgte beispielsweise die österreichische Ärztekammer. Hier wird versucht, unter dem Begriff Ärztezentrum eine neue Organisationsform zwischen dem Krankenhaus und den niedergelassenen Ärztetum zu entwickeln (Fachambulanzen). Diese Ärztezentren sollen tatsächlich jenen Teil der heutigen Aufgaben eines Krankenhauses übernehmen, die nicht zu dessen Kernkompetenz gehören, nämlich der stationären Behandlung. Dadurch könnte ein Gutteil des ambulanten Dienstes aus dem Krankenhaussektor abgezogen werden: Im modernen bettenbasierten Wirtschaften der Krankenhäuser ist der ambulante Dienst eine große unrentable Zusatzbelastung, wenn die Spitalsambulanzen zur Bereitstellung medizinischer Basisdienste inanspruch genommen werden. Das Modell ähnelt dem Medizinischen Versorgungszentrum als Rechtsform in Deutschland.
Insgesamt verfolgt das Fachärztezentrum den Ansatz, den die Wirtschaft mit dem Kompetenzzentrum im Allgemeinen verfolgt, also Qualitätssteigerung durch Synergie, ohne allzu verdichtete räumliche Konzentrationen zu erzeugen. Fachärztezentren werden also meist in engerer Zusammenarbeit mit den Gemeinden wie auch der überörtlichen Regionalplanung des Staates und der Sozialversicherungen angelegt.
Angesichts des Ärztemangels in ländlichen Gebieten hat die Kassenärztliche Vereinigung Schleswig-Holstein ein Förderprogramm eingerichtet, das Kommunen bei der Errichtung von Ärztezentren in kommunaler Trägerschaft finanziell unterstützt. In diesem Modell sind Ärzte nicht freiberuflich tätig, sondern angestellt. Mit dem Ärztezentrum Büsum wurde im Jahr 2015 das bundesweit erste Ärztezentrum in kommunaler Trägerschaft errichtet.

## Österreich
In Österreich wurde 2005 eine grundlegende Vereinbarung über die Organisation und Finanzierung des Gesundheitswesens als Art.-15a-Vertrag zwischen dem Bund und den Ländern getroffen. Dabei wurden auf Landesebene die Landesgesundheitsfonds eingerichtet, und die Gesundheitsplattformen als deren Organe (Art. 16/2005 resp. 20/2008). Zu deren Aufgaben gehören insbesondere „Planung, Steuerung und Finanzierung des Gesundheitswesens im Landesbereich“.
Eine der zugewiesenen Aufgaben ist die „Realisierung von gemeinsamen Modellversuchen zur integrierten Planung, Umsetzung und Finanzierung der fachärztlichen Versorgung im Bereich der Spitalsambulanzen und des niedergelassenen Bereichs (Entwicklung neuer Kooperationsmodelle und/oder Ärztezentren etc.)“ (Art. 16. Z. 1 11. 2005).
Der von der österreichische Ärztekammer verfolgte Ansatz, unter dem Begriff des Ärztezentrums „Neu“ eine neue Organisationsform zwischen dem Institut Krankenhaus und der niedergelassenen Arztpraxis zu etablieren, scheitert vorerst daran, dass es keine geeignete zulässige Wirtschaftsform gibt: Der praktizierende Arzt ist als Freier Beruf ein Einzelunternehmen, Praxisgemeinschaften sind meist als Offene Erwerbsgesellschaft verankert. Eine Möglichkeit zur Gründung eine Firma als Kapitalgesellschaft – wie das beispielsweise Ziviltechnikern etwa in Form eines Architekturbüros möglich ist – gibt es für Ärzte vorerst nicht.
Einen ähnlichen Ansatz verfolgt beispielsweise die Tiroler Firma M'Management, die unter dem Namen Medicent bisher in Österreich vier gemanagte Ärztezentren errichtet hat (Baden, Innsbruck, Linz, Salzburg). Hierbei sind Ärztehäuser entstanden, in denen über 150 Ärzte auf Vertragsbasis die Ordinationsinfrastruktur nutzen, bis hin zu tageschirurgischen Eingriffen.

## Großbritannien
Die Harley Street in der Londoner City of Westminster ist ein einziges „Fachärztezentrum“.